# Горбани, Мохаммад (иранский футболист)
Мохамма́д Горбани́ (пер.محمد قربانی; род. 21 мая 2001) — иранский футболист, полузащитник эмиратского клуба «Аль-Вахда» и национальной сборной Ирана.

## Клубная карьера
Воспитанник клуба «Нассаджи». Дебютировал за клуб в матче против «Фаджр Сепаси».
21 февраля 2024 года перешёл в российский «Оренбург», подписав с клубом контракт на 3,5 года. Дебютировал за клуб 10 марта 2024 года в матче 20-тура чемпионата России против калининградской «Балтики» (1:0), выйдя на замену в добавленное ко второму тайму время вместо Лукаса Веры. 14 марта забил первый гол за «Оренбург» в матче кубка России против московского «Спартака» (1:3), открыв счёт на 10-й минуте встречи.
5 февраля 2025 года стал игроком эмиратского клуба «Аль-Вахда».

## Карьера в сборной
Выступал за сборную Ирана до 23 лет.
10 ноября 2022 года попал в заявку основной сборной на товарищеский матч против сборной Никарагуа (1:0), но на поле не вышел. 26 марта 2024 года дебютировал за основную сборную в отборочном матче чемпионата Мира 2026 против сборной Туркменистана (1:0), выйдя в стартовом составе.

### Список матчей за сборную
| Матчи Мохаммада Горбани за сборную Ирана | Матчи Мохаммада Горбани за сборную Ирана | Матчи Мохаммада Горбани за сборную Ирана | Матчи Мохаммада Горбани за сборную Ирана | Матчи Мохаммада Горбани за сборную Ирана | Матчи Мохаммада Горбани за сборную Ирана | Матчи Мохаммада Горбани за сборную Ирана |
| №                                        | Дата                                     | Соперник                                 | Счёт                                     | Голы                                     | Соревнование                             |                                          |
| ---------------------------------------- | ---------------------------------------- | ---------------------------------------- | ---------------------------------------- | ---------------------------------------- | ---------------------------------------- | ---------------------------------------- |
| 1                                        | 26 марта 2024                            | Туркменистан                             | 1:0                                      | —                                        | Отборочные матчи ЧМ-2026                 |                                          |
| 2                                        | 6 июня 2024                              | Гонконг                                  | 4:2                                      | —                                        | Отборочные матчи ЧМ-2026                 |                                          |
| 3                                        | 11 июня 2024                             | Узбекистан                               | 0:0                                      | —                                        | Отборочные матчи ЧМ-2026                 |                                          |
| 4                                        | 10 сентября 2024                         | ОАЭ                                      | 1:0                                      | —                                        | Отборочные матчи ЧМ-2026                 |                                          |
| 5                                        | 15 октября 2024                          | Катар                                    | 4:1                                      | —                                        | Отборочные матчи ЧМ-2026                 |                                          |
| 6                                        | 14 ноября 2024                           | КНДР                                     | 3:2                                      | —                                        | Отборочные матчи ЧМ-2026                 |                                          |
| 7                                        | 19 ноября 2024                           | Кыргызстан                               | 3:2                                      | —                                        | Отборочные матчи ЧМ-2026                 |                                          |

Итого: 7 матчей / 0 голов; 6 побед, 1 ничья, 0 поражений.